# Priscilla Hannah Peckover
Priscilla Hannah Peckover (født 27. oktober 1833 i Wisbech, England, død 8. september 1931) var en liberal pacifist og kvæker, og grundlægger af Wisbech Local Peace Association i Cambridgeshire.
Under det Nordiske Kvindesagsmøde 1888 mødte hun Matilde Bajer og betalte fremover hendes rejseudgifter i forbindelse med internationale kongresser. 
Peckover oversatte dansk fredslitteratur af bl.a. Fredrik Bajer til engelsk. 